# Lomatia silaifolia
Lomatia silaifolia är en tvåhjärtbladig växtart som först beskrevs av James Edward Smith, och fick sitt nu gällande namn av Robert Brown. Lomatia silaifolia ingår i släktet Lomatia och familjen Proteaceae. Inga underarter finns listade i Catalogue of Life.